# Никита Нанков
Никита Нанков е български литературовед и писател.

## Биография
Никита Димитров Нанков е роден на 4 юни 1956 г. в София. Завършва английска филология в Софийския държавен университет (1982). В Института за литература на БАН е научен сътрудник (1983-1994), н.с. II ст. (1994), н.с. I ст. (1995-1999). Защитава дисертация на тема „Едгар Алан По в българската критика и преводна проза“ (1990).
Емигрира в САЩ, където защитава втора дисертация – върху творчеството на Антон Чехов.
Последователно преподава сравнително литературознание в Washington University, Сейнт Луис, Университета в Блумингтън, Индиана, Университета на Пуерто Рико, Уънджоу-Кийн Юнивърсъти в Уънджоу, Китай и Обърн Юнивърсити в Алабама.
Текстовете му нерядко предизвикват дискусии.

## Награди и отличия
- Носител е на Международното отличие „Давид Бурлюк“[6]
- Носител на наградата „Чудомир“ за хумористичен разказ (2019) за разказа си „Ръководство по сапунисване“ (жури с председател доц. Йордан Ефтимов)[7][8][9][10]